# جيف ووكر (لاعب كرة قدم أمريكية)
جيف ووكر (بالإنجليزية: Jeff Walker)‏ هو لاعب كرة قدم أمريكية أمريكي، ولد في 22 يناير 1963.